# Patna eboricostella
Patna eboricostella är en fjärilsart som beskrevs av Émile Louis Ragonot 1888. Patna eboricostella ingår i släktet Patna och familjen mott. Inga underarter finns listade i Catalogue of Life.